# Eurhopalothrix jennya
Eurhopalothrix jennya är en myrart som beskrevs av Taylor 1990. Eurhopalothrix jennya ingår i släktet Eurhopalothrix och familjen myror. Inga underarter finns listade i Catalogue of Life.